# Lößnitz
Lößnitz est une ville de Saxe (Allemagne), située dans l'arrondissement des Monts-Métallifères, dans le district de Chemnitz.

## Évolution démographique
| Année      | 1546 | 1834  | 1871  | 1890  | 1910  | 1939  | 1950  | 1964  | 1982  | 1998   | 2006   |
| ---------- | ---- | ----- | ----- | ----- | ----- | ----- | ----- | ----- | ----- | ------ | ------ |
| Population | 135  | 4 108 | 5 332 | 5 886 | 7 378 | 7 481 | 9 488 | 8 542 | 8 876 | 11 760 | 10 184 |

## Jumelage
- Borgholzhausen (Allemagne) depuis 1990